# Ángelo Araos
Ángelo Giovanni Araos Llanos (* 6. Januar 1997 in Antofagasta) ist ein chilenischer Fußballspieler. Der Mittelfeldspieler bestritt ein Länderspiel für die chilenische Fußballnationalmannschaft.

## Karriere

### Verein
Ángelo Araos begann 2016 seine Profikarriere in seiner Heimatstadt bei Deportes Antofagasta, wo er bereits in der Jugend gespielt hatte. Zur Saison 2018 wechselte er zu Universidad de Chile, wo er gute Leistungen zeigte und erst auf Leihbasis, anschließend dann fest nach Brasilien zu Corinthians São Paulo wechselte. Ab Oktober 2019 spielte er zur Leihe für AA Ponte Preta. 2022 wechselte Araos zum mexikanischen Verein Club Necaxa, kehrte aber im Februar 2023 nach Brasilien zurück. Seitdem spielt er für Atlético Goianiense in der Serie B.

### Nationalmannschaft
Araos bestritt im Juni 2018 sein bisher einziges Länderspiel für die A-Nationalmannschaft beim Freundschaftsspiel gegen Polen, als er in der 67. Spielminute für Jimmy Martínez eingewechselt wurde.
Im Jahr zuvor hatte er mit der U20-Nationalmannschaft an der U20-Südamerikameisterschaft teilgenommen.

## Erfolge
Corinthians
- Staatsmeister von São Paulo: 2018

Atlético Goianiense
- Staatsmeister von Goiás: 2023, 2024